# Alstonin
Alstonin je indolni alkaloid i mogući antipsihotički sastojak raznih biljnih vrsta, uključujući Alstonia boonei, Catharanthus roseus, Picralima nitida, Rauwolfia caffra i Rauwolfia vomitoria. U prikliničkim ispitivanjima je pokazano da alstonin ublažuje hiperlokomociju indukovanu dejstvom MK-801, kao i deficit radne memorije i društveno povlačenje. U prikliničkim studijama je takođe pokazano da on ispoljava dejstva slična anksioliticima. On umanjuje amfetaminom indukovanu letalnost i stereotipnost, kao i apomorfinom indukovanu stereotipnost. On umanjuje haloperidolom indukovanu katalepsiju. Smatra se da su ta dejstva posredovana stimulacijom  receptora. On takođe, slično klozapinu, inhibira ponovno preuzimanje glutamata u hipokampalnim režnjevima. Za razliku od klozapina, on ne manifestuje prokonvulzivno dejstvo kod miševa.

## Spoljašnje veze
- Costa-Campos, L.; Lara, D. R.; Nunes, D. S.; Elisabetsky, E. (1998). „”. Pharmacology, Biochemistry, and Behavior. 60 (1): 133—141. PMID 9610935. doi:10.1016/S0091-3057(97)00594-7.